# イニパリブ
イニパリブ（Iniparib）は、かつてトリプルネガティブ乳癌等の癌の治療薬の候補であった化合物である。 当初、共有結合によるPARP1の不可逆的阻害薬として作用すると考えられていたが、PARPに対する作用は後に否定された。 一部の乳癌を対象とした臨床試験が行われたが、第III相臨床試験が不本意な結果となったため開発が中止された。開発コード：BSI 201。

## 開発
イニパリブは、PARP阻害剤としては初めて2つの第III相臨床試験を開始した。1つは乳がんを対象としたもの、もう1つは肺扁平上皮癌を対象としたものであった。2009年6月のトリプルネガティブ乳癌（TNBC）の予備的な結果は有望であり、その後の結果では、TNBC患者の生存期間中央値が7.7ヶ月から12.2ヶ月に延長された。
2009年、米国FDAはTNBCを対象としたイニパリブの新薬承認申請を迅速審査の対象としたが、2011年1月に開示された第III相の結果は期待外れのものであった。TNBCの初回治療、2次治療、3次治療でのゲムシタビン+カルボプラチンへの上乗せ効果を検証したこの臨床試験では、全生存期間（OS）と無増悪生存期間（PFS）の延長は見られなかったが、2次治療と3次治療の患者のみに限定すると、OSとPFS共に有意に延長していた。
2013年の米国臨床腫瘍学会で、サノフィはイニパリブが後期試験で肺癌患者に効果がなかったことを公表し、かつて期待されていた化合物の研究を中止した。
イニパリブは、膠芽腫を含む悪性神経膠腫に対する化学療法薬としての可能性も検討された。神経膠腫は弾力性のあるタイプの原発性脳腫瘍（転移性ではない）で、現在、有効な治療法が限られており、特に脳幹の内部など、外科手術が不可能な場所に腫瘍がある患者には有効である。

## 参考資料
1. ↑  “International Nonproprietary Names for Pharmaceutical Substances (INN). Recommended International Nonproprietary Names: List 65”.   World Health Organization. p. 68 (2011年). 2016年12月20日閲覧。
2. ↑  “Development of PARP inhibitors: an unfinished story”. Oncology (Williston Park, N.Y.) 24 (1):  66, 68. (January 2010). PMID 20187324.
3. ↑  “Iniparib nonselectively modifies cysteine-containing proteins in tumor cells and is not a bona fide PARP inhibitor”. Clinical Cancer Research 18 (2):  510–23. (January 2012). doi:10.1158/1078-0432.CCR-11-1973. PMID 22128301.
4. ↑  “Failure of iniparib to inhibit poly(ADP-Ribose) polymerase in vitro”. Clinical Cancer Research 18 (6):  1655–62. (March 2012). doi:10.1158/1078-0432.CCR-11-2890. PMC 3306513. PMID 22291137.
5. ↑  “New breast cancer drugs block cell repair enzyme”. Reuters. (2009年5月31日)
6. ↑  “Clinical Trials Investigating PARP Inhibitors as Single Agents”. PARP inhibitors for cancer therapy. Humana Press. (2015). pp. 490. ISBN 978-3-319-14151-0
7. ↑  臨床試験番号 NCT00938652 研究名 "A Phase 3, Multi-Center Study of Gemcitabine/Carboplatin, With or Without BSI-201, in Patients With ER-, PR-, and Her2-Negative Metastatic Breast Cancer" - ClinicalTrials.gov 2009 to 2012, Primary completion date June 2011
8. ↑  臨床試験番号 NCT01082549 研究名 "Trial of Gemcitabine/Carboplatin With or Without BSI-201 (a PARP1 Inhibitor) in Patients With Previously Untreated Advanced Squamous Cell Lung Cancer (ECLIPSE)" - ClinicalTrials.gov 2010 to 2014, PCD 2012
9. ↑  “Sanofi's new drug BSI 201 offers to treat the toughest breast cancer”. (2009年6月3日).  オリジナルの2009年10月18日時点におけるアーカイブ。 2009年11月17日閲覧。
10. ↑  “SABCS: PARP Inhibitor Data Called 'Spectacular'” (2009年12月). 2021年5月6日閲覧。
11. ↑  “PARP Inhibitor Adds Nearly 5 Months to Breast Cancer Survival”. (2010年10月11日).  オリジナルの2011年7月13日時点におけるアーカイブ。 2010年10月12日閲覧。
12. ↑  “Iniparib plus chemotherapy in metastatic triple-negative breast cancer”. The New England Journal of Medicine 364 (3):  205–14. (January 2011). doi:10.1056/NEJMoa1011418. PMID 21208101.
13. 1 2  “Sanofi breast cancer drug flunks Phase III trial”. Fierce Biotech (2011年1月28日). 2021年5月6日閲覧。
14. ↑  “Phase III study of iniparib plus gemcitabine and carboplatin versus gemcitabine and carboplatin in patients with metastatic triple-negative breast cancer”. Journal of Clinical Oncology 32 (34):  3840–7. (December 2014). doi:10.1200/JCO.2014.55.2984. PMID 25349301.
15. ↑  日経メディカル. “PARP阻害剤イニパリブのフェーズ3で転移性トリプルネガティブ乳癌の有意な生存延長は見られず”. 日経メディカル. 2021年5月6日閲覧。
16. ↑  “Sanofi Ends Iniparib Research”. Bloomberg (2013年6月3日). 2021年5月6日閲覧。